# Уиллистон (водохранилище)
Уиллистон — водохранилище на севере Британской Колумбии, Канада. Высота над уровнем моря — 671 м.

## География
Занимает бассейн реки Пис в её верховьях, доходя до Скалистых гор, где она берёт начало при слиянии рек Финли и Парснип. Водохранилище образует три залива: в бывшем каньоне реки Пис и в долинах рек Финли и Парснип. Площадь поверхности достигает 1761 км², что делает его крупнейшим в Британской Колумбии.
Водохранилище питается водами рек Оминека, Ингеника, Оспика, Парснип, Мэнсон, реки Наций и Набеше, а также несколькими малыми реками.
На берегах создано несколько провинциальных парков, в том числе Провинциальный парк Масковит Лейкс, Провинциальный парк Батлер Ридж, Провинциальный парк Хизер-Дайна Лейкс и Провинциальный парк Эд Бёрд-Эстелла.

## История
Уиллистон образовалось в 1968 году, когда вступила в строй плотина Беннетта на реке Пис. При затоплении пострадали земли индейского племени секани (тсай-ке-дене).
Водохранилище получило название в честь Рэя Джиллиса Уиллистона, в то время министра земель, лесов и водных ресурсов.

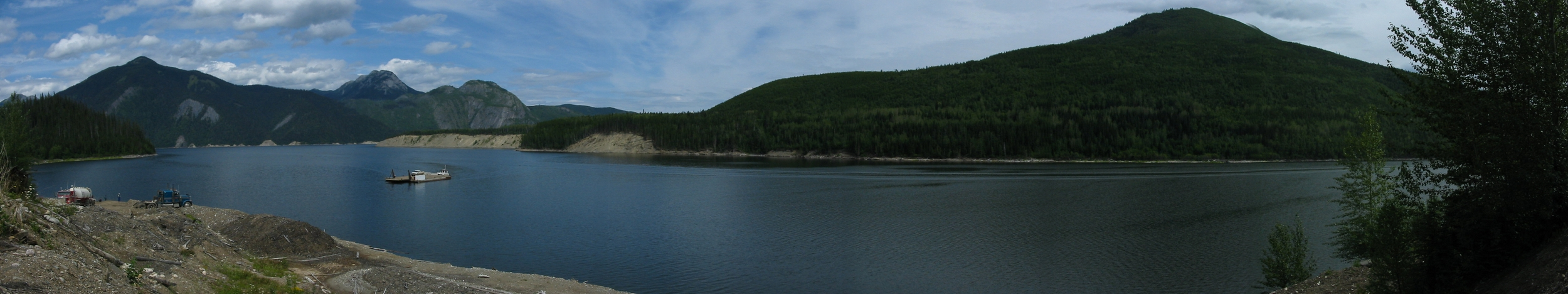
Баржа на Уиллистоне